# Netizen
Netizen, digital citizen ou citoyen du net en français, est un mot-valise inventé en 1992 par un universitaire américain, Michael Hauben (en), issu de la contraction anglaise de net (abréviation d'Internet) et de citizen (qui signifie citoyen). Ce mot, forgé par analogie avec le mot anglais denizen (habitant, résident), fait référence à une personne utilisant le réseau Internet et la technologie numérique régulièrement et de manière contributive. On parle de netizen à partir du moment où une personne utilise une adresse mail, est active sur les réseaux sociaux, fait du commerce en ligne, publie des articles etc. Michael Hauben voyait justement dans l’émergence d'Internet la possibilité donnée aux internautes de davantage s’engager ou d’intervenir dans les grandes questions du monde, de pouvoir se rendre utile au niveau planétaire. Un netizen est donc un utilisateur actif du web qui participe à la dynamique du réseau Internet comme un citoyen participe à la dynamique de la société.
Grâce à ses nombreuses propriétés, le monde numérique offre aux citoyens du net de multiples manières de participer à la société, plus simples, accessibles, visibles et diffusables.

## Historique
Sur le plan historique, en déclarant l’indépendance du cyberespace en 1996 à Davos, John Perry Barlow marque une distinction entre la citoyenneté numérique et la citoyenneté civile en posant le fait que « la cyber-citoyenneté est assortie de droits spécifiques qui doivent être développés ». On ne parle plus d’une « citoyenneté renouvelée grâce à l’espace numérique » mais d’une citoyenneté à part entière.
Les pratiques de la citoyenneté numérique et celles de la citoyenneté civile ne sont pas les mêmes en regard des différentes propriétés qui régissent le monde numérique et celles qui régissent le monde civil. De par sa nature instantanée, décentralisée et multilatérale, le monde numérique offre une possibilité de s’informer et de s’exprimer beaucoup plus facile et participative que dans la plupart de nos démocraties. La communication se passe à un niveau horizontal et non vertical, les forums et réseaux sociaux ouvrent la discussion commune et participative, tout un chacun est libre de partager ses opinions et de discuter celles des autres, l’intelligence est partagée (Wikipédia), des réseaux de résistance se créent, etc. Internet permet donc la participation à la décision publique elle-même ce qui implique la création de nouveaux droits qui eux-mêmes impliquent un besoin d’une éducation spécifique au monde du numérique.
Cette éducation, au même titre que l’accès aux outils numériques, n’est pas distribuée de manière égale partout. On parle de fracture du numérique qui, directement liée aux fractures sociales, varie en fonction des régions, des pays et des personnes. La citoyenneté numérique n’est donc pas accessible à tous et même pour ceux qui bénéficient des outils, l’apprentissage des pratiques n’est pas uniformisé.

## Sensibilisation et éducation

### Enseigner la citoyenneté numérique
Anne Collier, avocate et journaliste, rejoint les idées de Michael Hauben et du sens premier de netizen en étudiant plus particulièrement ce qu’est la citoyenneté numérique (netizenship). Pionnière de la prévention des abus sur internet, elle spécialise notamment sa recherche sur la sécurité en ligne et le rapport qu’entretiennent les jeunes avec Internet tout en développant un travail de sensibilisation autour du fait « d’être un citoyen numérique »[source insuffisante]. Dans une conférence TED qu’elle donne en 2016 à Genève, elle donne quelques conseils à appliquer en tant que netizen pour faciliter une bonne intégration et navigation des jeunes dans le monde numérique. Elle insiste sur la nécessité d’offrir aux jeunes une capacité d’action et de liberté dans le monde du digital numérique en leur offrant une éducation adaptée et des compétences élémentaires pour qu’ils puissent s’engager consciemment et constructivement dans la société numérique.
Cette manière d’enseigner les bonnes pratiques à adopter sur le web et d’offrir les capacités d'agir en tant que citoyen dans le monde numérique, s’inscrit dans une optique de prévention positive face au réseau Internet et ses possibilités, ce qui se résume à ne pas baser l’apprentissage des utilisateurs sur la peur et les expériences négatives de certaines personnes. Plusieurs articles du livre Citoyens du Net  s'inscrivent également dans cette optique et offrent de nombreux exemples de pratiques encourageant la participation et l'action de chacun au sein du monde numérique pour mieux l'appréhender et développer sa culture.

### Enseigner la publication dans une démocratie
Le statut de citoyen repose entre autres sur sa participation et sa contribution à un projet commun. Or l’internet permet à un grand nombre d’individus de collaborer sans devoir être disponibles au même moment et sans se rendre dans un même lieu.
Le fonctionnement de l’internet repose sur le partage d’informations et de connaissances ainsi que sur la contribution d’une grande diversité d’acteurs (professionnels, experts spécialisés ou profanes) qui mettent en œuvre leurs compétences dans un domaine pour diffuser un savoir dans l’espace public. Certains des thèmes comme le développement durable constituent des enjeux importants et ont de l’influence sur les politiques publiques menées par l’Etat. D’ailleurs, ce dernier mène aussi des projets collaboratifs allant de l’espace dédié au public sur les sites gouvernementaux jusqu’à la plateforme data.gouv.fr où les citoyens peuvent produire ou enrichir des données d’intérêt public fournies par l’administration. De nouvelles méthodes de gouvernance sont alors nécessaires c'est-à-dire que l’État gouverne de plus en plus en tenant compte des communautés de savoirs qui se constituent sur des sujets publics, des organisations non gouvernementales et des citoyens qui prennent la parole sur l’internet.
Les conditions pour que ces citoyens créent et diffusent de l’information sont qu’ils soient formés pour le faire, compétents dans un domaine de connaissances et organisés. Pour les plus jeunes, selon Olivier Ertzscheid, il est fondamental d’« enseigner l'activité de publication et en faire le pivot de l'apprentissage de l'ensemble des savoirs et des connaissances. Avec la même importance et le même soin que l'on prend, dès le cours préparatoire, à enseigner la lecture et l'écriture ». Dans cette perspective, des expériences d’élèves contributeurs sur Wikipédia via le Wikiconcours ont été observées par Gilles Sahut, de l’automne 2012 au printemps 2013, sur deux classes de seconde et une classe de Bac professionnel, avec des élèves de 15 à 19 ans. Il a évalué les connaissances informationnelles des élèves, entre autres sur le modèle éditorial wikipédien, grâce à des questionnaires avant et après leur participation. Au terme de leur contribution, le modèle éditorial de Wikipédia est mieux connu par les élèves mais ils n’ont pas pris conscience de manière suffisamment construite des enjeux du référencement des sources. Enseigner la publication sur Wikipédia aux élèves qui sont très peu nombreux à être contributeurs sur internet participe donc dans une certaine mesure à la construction de leur culture informationnelle.